# Waiter No. 5
Waiter No. 5 é um filme mudo norte-americano de 1910 em curta-metragem, do gênero drama, dirigido por D. W. Griffith. Cópia do filme encontra-se conservada na Mary Pickford Institute for Film Education.